# Clube Ferroviário de Maputo
El Clube Ferroviário de Maputo és un club de futbol de la ciutat de Maputo, Moçambic.

## Història
El club va ser fundat el 1924 amb el nom de Clube Ferroviário de Lourenço-Marques. El 1976 adoptà el nom de Clube Ferroviário de Maputo.

## Palmarès
- Lliga moçambiquesa de futbol:[2]
  - 1982, 1989, 1996, 1997, 1999, 2002, 2005, 2008

- Campionat colonial:
  - 1956, 1961, 1963, 1966, 1967, 1968, 1970, 1972

- Copa moçambiquesa de futbol:[3]
  - 1982, 1989, 1996, 2004

- Copa d'Honor de Maputo:
  - 2001/02, 2005

- Lliga de Lourenço Marques de futbol:
  - 1931, 1932, 1934, 1935, 1936, 1939, 1942, 1947, 1949, 1950, 1951, 1954, 1955, 1958

## Futbolistes destacats
- Simão (2003~2007)
- Alberto da Costa Pereira

## Hoquei sobre patins
L'entitat disposa d'una secció d'hoquei sobre patins amb el següent palmarès:
- 1 Lliga portuguesa d'hoquei sobre patins: 1962
- 13 Lliga moçambiquesa d'hoquei sobre patins: 955, 1956, 1957, 1961, 1962, 1963, 1977, 1985, 1986, 1988, 2005, 2008, 2009, 2013.